# Małgorzata Foremniak
Małgorzata Foremniak (Radom, 8 gennaio 1967) è un'attrice, personaggio televisivo e doppiatrice polacca.

## Biografia

### Gioventù
Figlia di Marianna e Kazimierz Foremniak, Małgorzata (variante polacca del nome Margherita) è nata l'8 gennaio 1967 a Radom ma è cresciuta a Jedlińsk. Si è diplomata al Liceo Jan Kochanowski di Radom, e successivamente ha frequentato la Scuola nazionale di cinema, televisione e teatro Leon Schiller di Łódź dove si è laureata nel 1989.

### Vita privata
Dal matrimonio con Tomasz Jędruszczak, deceduto in un incidente stradale nei pressi di Białobrzegi il 4 maggio 2005, ha avuto una figlia, Aleksandra. Col secondo marito Waldemar Dziki, dal quale ha divorziato nel 2011, ha invece adottato due figli, Milena e Patryk.
Dal 2005 è un'ambasciatrice di buona volontà dell'UNICEF, mentre nel 2008 ha partecipato alla campagna sociale A wystarczy naprawdę niewiele – wystarczy chcieć della Fondazione Polsat.

## Filmografia parziale

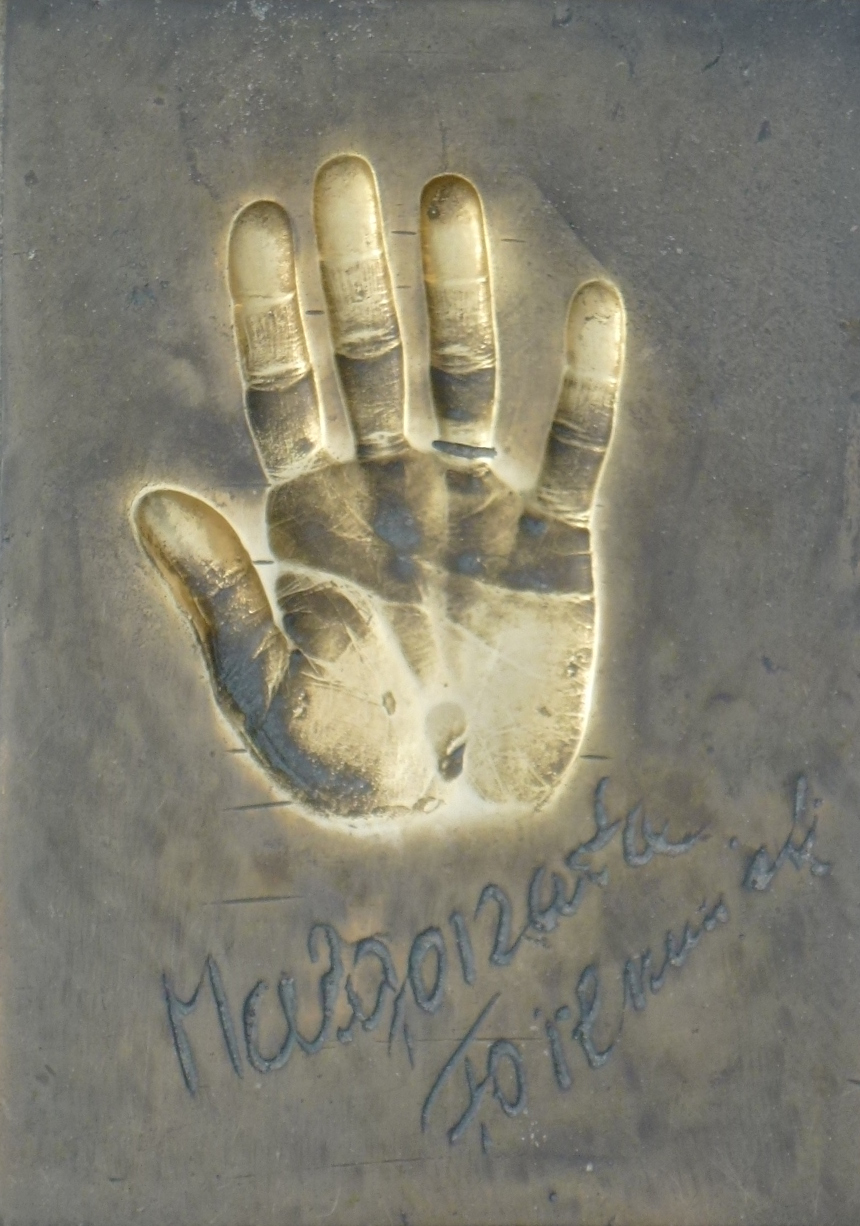
Impronta di Małgorzata Foremniak nella Walk of Fame a Międzyzdroje

### Cinema
- Avalon, regia di Mamoru Oshii (2001)
- Quo vadis?, regia di Jerzy Kawalerowicz (2001)
- L'ultimo treno (Edges of the Lord), regia di Yurek Bogayevicz (2001)

### Video musicali
- Jednym tchem di Andrzej Piaseczny (2005)
- Prócz ciebie, nic di Krzysztof Kiljański (2005)
- Wierność jest nudna di Natalia Kukulska (2010)

### Doppiaggio

#### Animazione
- Pocahontas in Pocahontas (1995) e Ralph spacca Internet (2018)
- Jutrzenka in Rudolph, il cucciolo dal naso rosso (1998)
- Wendy Darling in Ritorno all'Isola che non c'è (2002)
- Kate Houghton in Looney Tunes: Back in Action (2003)
- Grimp in Ooops! Ho perso l'arca... (2015)

#### Videogiochi
- Regina Isabella in Heroes of Might and Magic V (2005)

#### Live-action
- Jiang Nan (Michelle Yeoh) in Shang-Chi e la leggenda dei Dieci Anelli (2021)

## Programmi TV
- Taniec z gwiazdami – varietà/danza (2005) — concorrente
- Mam Talent! – talent show (2008-in corso) — giudice

## Riconoscimenti
- Telekamery
  - 2001 – Miglior attrice[3]
  - 2002 – Miglior attrice[4]
  - 2003 – Miglior attrice[5]
  - 2004 – Miglior attrice[6]
  - 2005 – Miglior attrice[7]

## Doppiatrici italiane
Nelle versioni in italiano delle opere in cui ha recitato, Małgorzata Foremniak è stata doppiata da:
- Patrizia Mottola in Avalon
- Roberta Greganti in L'ultimo treno